# اصلاحات اقتصادی
اصلاحات خرد(یا اغلب فقط اصلاح اقتصادی): سیاست‌هایی است که برای افزایش بهره‌وری اقتصادی صورت می‌گیرد. بهره‌وری اقتصادی به از بین بردن یا کاهش دخالت در بخش خصوصی اقتصاد می‌پردازد یا به اصلاح سیاست‌های اقتصادی مانند: سیاست‌های مالیاتی، سیاست‌های رقابتی و با تأکید بر بهره‌وری اقتصادی به جای اهداف دیگری مانند برابری یا رشد اشتغال می‌پردازد. اصلاحات اقتصادی معمولاً به جای افزایش مقررات یا وضع قوانین جدید در برنامه‌های دولت، برای کاهش دخالت ناشی از شکست بازار، به مقررات زدایی، کاهش اندازه دولت برای رفع دخالت‌های ناشی از مقررات یا حضور دولت اشاره دارد. به این ترتیب، این سیاست‌های اصلاحات در رویکرد لسه فر و بر کاهش دخالت‌های دولت تأکید می‌کند، نه بر قانون‌گرایی که بر لزوم دخالت دولت برای به حداکثر رساندن کارایی تأکید می‌کند.

## اصلاحات خرد در استرالیا
اصلاحات اقتصادی خرد از اوایل دهه ۱۹۸۰ تا تقریباً پایان قرن بیستم در استرالیا در جریان بود.اصلاحاتی که به موجب آنها موانع تجاری و کنترل های ارزی از میان برداشته شد.در نتیجه ی این اصلاحات،نظام ارزی شناور مانند یک ضربه گیر،از اقتصاد استرالیا در برابر بحران های منطقه ای و جهانی محافظت کرد.آخرین سیاست‌های اساسی مرتبط با اصلاحات اقتصادی خرد، بستهٔ اصلاحات مالیاتی با محوریت مالیات کالاها و خدمات (GST) بود که از ژوئیه ۲۰۰۰ شروع به کار کرد و خصوصی‌سازی تلسترا که در سال ۱۹۹۸ آغاز شد و در سال ۲۰۰۶ به پایان رسید. با این وجود، اصلاحاتی قبل از دهه ۱۹۸۰ نیز وجود داشته‌است، از جمله کاهش ۲۵ درصدی تعرفه‌ها در دولت ویتلم که برخی اصلاحات اقتصادی که در دهه ۱۹۹۰ آغاز شد،مانند سیاست رقابت ملی،ناشی از آن است.مثلاً تا زمان آزاد سازی تجارت در اواسط دهه ۱۹۸۰، استرالیا صنعت نساجی و البسه بزرگی‌ داشت که با کاهشی قابل توجه مواجه‌ شد.و همچنین از دهه ۸۰ تعرفه ها در این صنعت به‌طور پیوسته کاهش یافته است.به‌طوریکه در اولین سال ۲۰۱۰،تعرفه ها از ۱۷.۵ درصد به ۱۰ درصد برای پوشاک و از ۷.۵ الی ۱۰ درصد به ۵ برای کفش و سایر منسوجات کاهش یافت.
برنامه سیاست‌های مرتبط با اصلاحات خرد شامل: Fighting Poverty: Findings and Lessons from] China’s Success بایگانی‌شده در ۲۰۱۳-۰۹-۲۲ توسط Wayback Machine (World Bank). Retrieved August 10, 2006]
- کاهش و حذف نهایی سیاست‌های حمایتی و تعرفه‌ها
- خصوصی‌سازی شرکت‌های تجاری دولتی
- مقررات زدایی صنایع از جمله خطوط هوایی
- مقررات جدید در صنایع مرتبط با خصوصی‌سازی و شرکت‌های بزرگ
- اصلاحات مالیاتی

## اترالصلاحات خرد در جمهوری خلق چین
اصلاحات اقتصادی چین به برنامه تغییرات اقتصادی موسوم به «سوسیالیسم چینی» در جمهوری خلق چین (PRC) اشاره دارد. که در سال ۱۹۷۸ توسط عملگرایان درون حزب کمونیست چین (CPC) به رهبری دنگ شیائوپینگ آغاز شد و همچنان ادامه دارد. از اوایل قرن بیست و یکم هدف از اصلاحات اقتصادی چین تولید ارزش افزوده کافی برای تأمین اعتبار نوسازی اقتصاد سرزمین اصلی چین بود. نه اقتصاد دستوری سوسیالیستی مورد حمایت محافظه کاران CPC و نه تلاش مائوئیستی برای جهش بزرگ از سوسیالیسم تا کمونیسم در کشاورزی چین (با سیستم کمون) ارزش افزوده کافی برای این اهداف ایجاد نکرده‌اند. چالش اولیه اصلاحات اقتصادی حل مشکلات ایجاد انگیزه برای کارگران و کشاورزان برای تولید مازاد بیشتر و از بین بردن عدم تعادل اقتصادی رایج در اقتصادهای دستوری بود. اصلاحات اقتصادی که از سال ۱۹۷۸ آغاز شد، به نجات میلیون‌ها نفر از فقر کمک کرد و نرخ فقر را از ۵۳٪ از جمعیت چین در سال ۱۹۸۱ به ۸٪ تا سال ۲۰۰۱ کاهش داد.

## اصلاحات خرد در هند
آزادسازی اقتصادی سال ۱۹۹۱ که توسط نخست‌وزیر آن زمان پی.وی. ناراسیما رائو و وزیر دارایی وی مانموهان سینگ بود، آغاز گردید. مجوزهای سرمایه‌گذاری و صنعتی و وارداتی را از بین برد، بسیاری از انحصارات عمومی را به پایان رساند و اجازه تصویب خودکار سرمایه‌گذاری مستقیم خارجی را در بسیاری از بخش‌ها صادر کرد. از آن زمان صرف نظر از حزب حاکم، کلیت سمت و سوی آزادسازی همچنان یکسان باقی مانده‌است، اگرچه هنوز هیچ حزبی سعی در لابی‌های قدرتمندی مانند اتحادیه‌های صنفی و کشاورزان یا موضوعات جنجالی مانند اصلاح قوانین کار و کاهش یارانه‌های کشاورزی نداشته‌است. نتایج اصلاحات مثبت بوده و از سال ۱۹۹۰ هند رشد بالایی داشته و به عنوان یکی از ثروتمندترین اقتصادهای در حال توسعهٔ جهان ظاهر شده‌است. در این دوره اقتصاد فارغ از چند عقب‌گرد اساسی، رو به رشد بوده‌است. از آن زمان تاکنون امید به زندگی، میزان سوادآموزی و امنیت غذایی در هند افزایش یافته‌است.

## اصلاحات اقتصادی در نیوزلند
پس از انتخابات زود هنگام سال ۱۹۸۴ در نیوزلند، وزیر جدید دارایی، راجر داگلاس، اصلاحات سریع اقتصاد نیوزلند را شروع کرد. سرعت اصلاحات را می‌توان تا حدی به بحران ارزی منتسب کرد که ناشی از امتناع دولت سابق از کاهش ارزش دلار نیوزلند بود. این سیاست‌ها شامل کاهش یارانه‌ها و موانع تجاری، خصوصی‌سازی دارایی‌های عمومی و کنترل تورم از طریق اقدامات ریشه دار در نظام پولی است. اصلاحات اقتصادی از برخی جهات توسط حزب کارگر داگلاس نیوزیلند به عنوان خیانت به آرمان‌های سنتی کارگر تلقی می‌شد. حزب کارگر متعاقباً از این سیاست‌ها عقب‌نشینی کرد اما به اصل محوری حزب ACT در نیوزیلند تبدیل شد. این اصلاحات یک چارچوب نظارتی بسیار مناسب برای تجارت ایجاد نموده‌است. یک مطالعه در سال ۲۰۰۸، امتیاز نیوزیلند را ۹۹٫۹٪ در «آزادی تجارت» و ۸۰٪ در «آزادی اقتصادی» عنوان کرد. ایجاد کسب و کار در نیوزیلند به‌طور متوسط تنها ۱۲ روز طول می‌کشد، در حالی که میانگین جهانی ۴۳ روز است. شاخص‌های اندازه‌گیری شده دیگر عبارتند از: حقوق مالکیت، شرایط بازار کار، کنترل دولت و فساد. کنترل دولت و فساد توسط بنیاد هریتج و مطالعه وال استریت ژورنال «نزدیک به صفر» تلقی شد.

## اصلاحات اقتصادی در اتحاد جماهیر شوروی و روسیه
اصلاحات اقتصادی از زمان اتحاد جماهیر شوروی آغازگردید، زمانی که پرسترویکا در ژوئن ۱۹۸۵ توسط میخائیل گورباچف رهبر وقت اتحاد جماهیر شوروی معرفی شد. معنای تحت الفظی آن «تجدید ساختار» است و به بازسازی ساختار اقتصاد شوروی اشاره دارد. در دوره اولیه (۱۹۸۵–۱۹۸۷) از زمان قدرت میخائیل گورباچف، وی در مورد اصلاح برنامه‌ریزی مرکزی صحبت کرد، اما هیچ تغییری اساسی ایجاد نکرد (اوسکورنیه، شتاب). سپس گورباچف و تیم مشاوران اقتصادی وی اصلاحات اساسی‌تری را ارائه دادند که به عنوان تجدید ساختار اقتصادی شناخته شد.

## اصلاحات اقتصادی در آفریقا
اصلاحات اقتصادی در اواسط دهه ۱۹۹۰ در آفریقا آغاز گردید. پیش از آن، دو دهه اصلاحات حمایت شده توسط حامیان خارجی نتوانست به بیشتر اقتصادهای آفریقا برای غلبه بر کسری مالی و تراز پرداخت کمک کند. در اواسط دهه ۱۹۹۰، چندین جنگ داخلی به پایان رسید و موجی از دموکراتیک‌سازی آغاز شد. نرخ رشد در سالهای ۱۹۹۴ و ۱۹۹۷ به ۱٫۲ درصد در سال رسید که بالاترین نرخ آن دوران است. با این حال، گفته شده رشد نتیجه یک فرایند تنظیم ساختار توسط حامیان خارجی است که با بقای وضع موجود سازگار است. نرخ رشد پس از سال ۱۹۹۸ شروع به کاهش کرد و در آن زمان جنگ‌های داخلی دوباره آغاز شدند، پس دو دهه شکست اصلاحات، بسیاری از کشورهای آفریقایی دیگر قادر به رهبری اصلاح اقتصادی نیستند.

## اصلاحات اقتصادی در کره شمالی
کره شمالی یک کشور کمونیستی با سیستم برنامه‌ریزی اقتصادی مرکزی است. با توجه به معضل هسته‌ای موجود کره شمالی ،از نظر سیاسی و اقتصادی از دیگر کشورها جدا شده‌است. بنابراین به نظر نمی‌رسد تلاش‌ها برای اصلاحات اقتصادی موفقیت‌آمیز باشد.
اقتصاد این کشور بسیار متکی به صنعت دفاعی بوده و صنعت کالاهای مصرفی مطابق سیاست ژوک نادیده گرفته شده‌است. طبق برنامه اقتصادی هفت ساله (۹۳–۱۹۸۷)، تمرکز DPRK بر صنعت مبتنی بر فناوری و حل مشکل کمبود برق بود. با این وجود نتیجه مطلوبی به دست نیاورد. یکی از دلایل آن روابط کرهٔ شمالی با شرکای تجاری و از دست دادن متحدین حامی می‌باشد. در پاسخ، کره شمالی با تأیید سرمایه‌گذاری مشترک و بازکردن برخی مناطق آزاد تجاری، سعی در جذب سرمایه‌گذاران خارجی داشت. متأسفانه با وجود عوامل دیگر، این سیاست عملی نبود. همچنین کره شمالی برای تأمین امنیت رهبر خود در برابر تهدیدهای داخلی و خارجی، به ناچار با هزینه‌های گسترده نظامی روبرو شد. در سال ۲۰۰۲، تلاش دیگری برای انجام اصلاحات آزادسازی بازار صورت گرفت، دولت سعی کرد اجازه دهد تقاضا و عرضه سطح قیمت را تعیین کند. پیش از این قیمت توسط دولت مرکزی کنترل می‌شد. همچنین به برخی از تولیدکنندگان محلی اختیاراتی داد که خود تصمیمات اقتصادی بگیرند. گذشته از سیاست عدم تمرکز، کره شمالی همواره در تلاش بوده سرمایه‌گذاران خارجی را به روش‌های مختلفی از جمله کاهش ارزش ارز خود و ایجاد منطقه آزاد تجاری سینوئیجو جذب کند. با این حال، به نظر می‌رسد روش‌های اصلاح موفقیت‌آمیز در اقتصاد با رژیم‌های امنیتی رهبر این کشور مغایر است. به نظر می‌رسد که هدف کیم جونگ ایل، «کانگ سونگ تائگوک» یا «ملت ثروتمند / ارتش قدرتمند» غیرقابل تحقق است. این امر باعث شد او با معضل اصلاحات روبرو شود. گشودن کشور احتمالاً اصلاحات موفقیت‌آمیز را تسهیل می‌کند، در حالی که دیکتاتوری این کشور را نیز متزلزل می‌کند.

## اصلاحات اقتصادی در ایران
نگاهی به آنچه در سال‌های گذشته در اقتصاد ایران رخ داده نشان می‌دهد که ما باید در حوزه‌های مختلف دست به اصلاحاتی بزنیم که بتواند بخشی از چالش‌ها را برطرف کند. وقتی ما توقع داریم که دولت هم به عنوان سیاست‌گذار عمل کند و هم در عمل به بنگاهداری ادامه دهد، قطعاً نمی‌توان انتظار داشت که شرایط تغییر کند؛ لذا با توجه به تجربه سایر کشورها در این امر نقش دولت صرفاً به عنوان قانون‌گذار و ناظر بر اقتصاد می‌تواند تأثیر مثبت بیشتری داشته باشد.موضوعاتی مانند فساد یا زیان‌دهی و ورشکستگی شرکت‌های بزرگ، ریشه در همین اشکالات دیدگاهی دارد. دولت در این حوزه اصلاحاتی را آغاز کرده اما باید طوری برنامه‌ریزی کرد که در بلند مدت اصلاحات دیگر نیز به شکل دقیق در دستور کار قرار گیرند.